# Fondation AMIPI - Bernard Vendre
 (juin 2023).
Il peut être nécessaire de l'améliorer pour respecter le principe de neutralité de point de vue. 

 (juin 2023).
La Fondation AMIPI - Bernard Vendre est une fondation française qui emploie des personnes en situation de handicap cognitif et a pour but de les insérer dans l'économie classique. Elle gère des usines réparties dans l'Ouest français (Cholet, Nantes, Angers, Tours, Le Mans, Blois) sous le statut d'entreprises adaptées.

## Historique
Dans les années 1960, Maurice Vendre, entrepreneur choletais père d'un enfant trisomique (Bernard Vendre qui donne son nom à la fondation), ne se satisfait pas des structures éducatives et professionnelles susceptibles d'accueillir son fils. Convaincu que son fils est capable d'apprendre et de s'insérer par l'exercice d'une activité professionnelle, il entame avec son épouse, Maryse Vendre, des travaux pédagogiques pour démontrer les capacités d'évolution des personnes en situation de handicap cognitif.

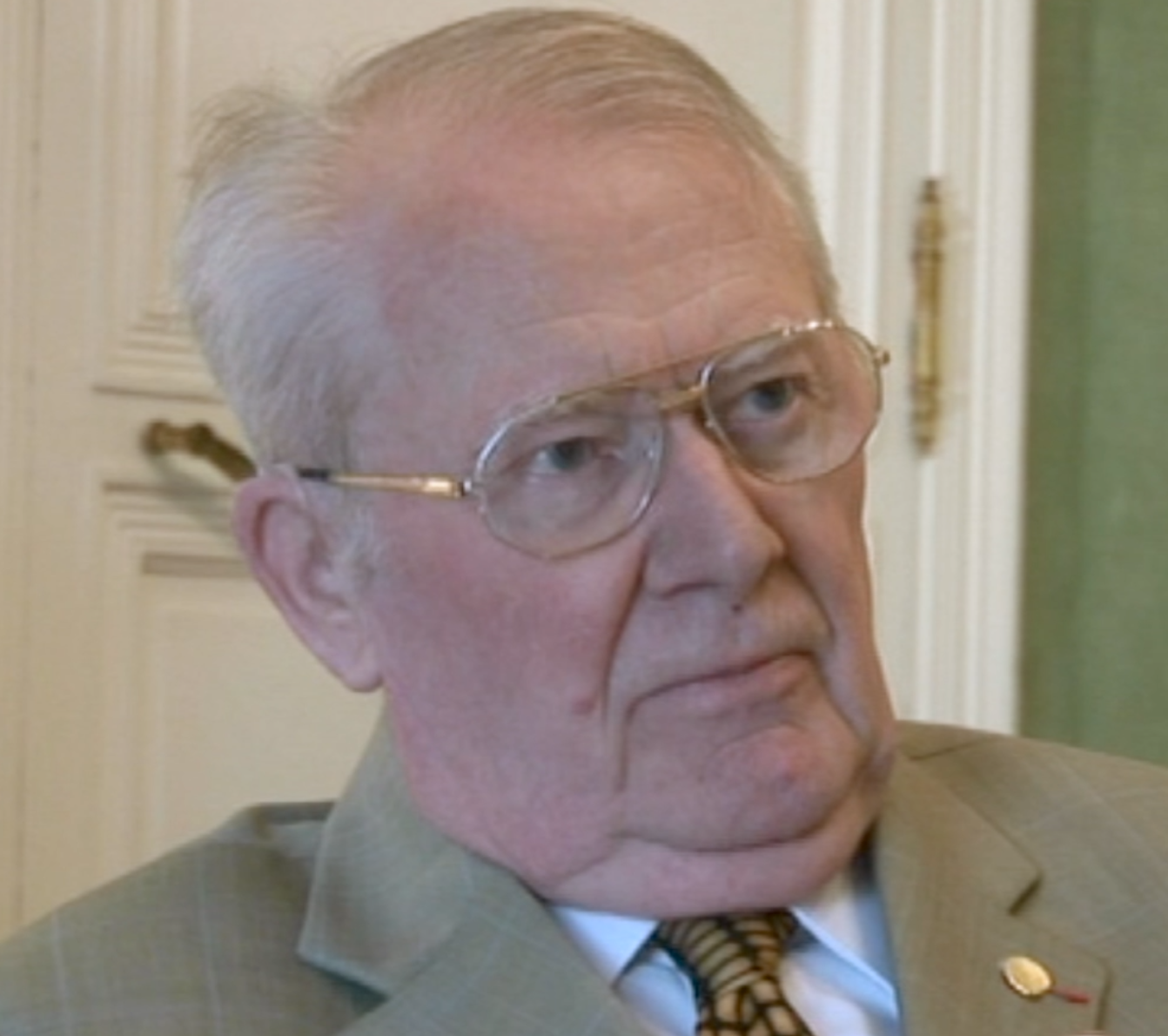
Maurice Vendre fondateur de l'AMIPI.

L'activité débute en 1965 à Cholet à travers des instituts médico-pédagogiques (IMP), des institut médicoprofessionnels (IMPRO) et des ateliers protégés.
Le nom AMIPI est l'acronyme d'Association d'aide matérielle et intellectuelle aux personnes inadaptées, en référence au statut d'entreprises adaptées.
En 2005, l'association AMIPI devient une fondation reconnue d'utilité publique.
À son décès en 2014, le fondateur Maurice Vendre fait don de sa maison à l'AMIPI, siège social de la fondation.[réf. nécessaire]
En 2015, la Fondation AMIPI revendique six sites d'usines de production, d'apprentissage et d'insertion (UPAI), 900 collaborateurs dont 750 opérateurs ayant une reconnaissance de la qualité de travailleur handicapé (RQTH), ainsi que 1 500 insertions dans l'économie classique.

## Usines de production, d'apprentissage et d'insertion

### Concept
La Fondation AMIPI a développé le concept d'usines de production, d'apprentissage et d'insertion (UPAI), qui est une marque déposée.
La démarche pédagogique proposée dans les UPAI fonctionne sur le principe du mimétisme, inspiré des travaux de René Girard. Les opérateurs et opératrices développent leurs compétences en apprenant de celles et ceux sachant déjà réaliser les tâches.

### Activités
Les usines de la Fondation AMIPI se sont spécialisées dans le câblage électrique automobile (faisceau) en nouant des partenariats avec des constructeurs comme Stellantis et Renault. En 2011, AMIPI est devenue équipementier de 1er rang.
En 2023, la Fondation a entamé un changement stratégique en diversifiant une partie de ses activités dans le textile et dans l'électronique. Mulliez-Flory, Symbio, Tronico, Manitou, Wirquin, BIM Groupe, font partie des nouveaux clients[réf. nécessaire].
Depuis 2022, l'AMIPI dispose de son organisme de conseils et formation, AMIPI Conseil et Formation. Givenchy, Kenzo, LVMH, Colart, Havéa, ASL Airlines, Mutualité Française, ont bénéficié de l'accompagnement de la startup. L'organisme est soutenu par LVMH et La Maison des Startups.

### Liens avec le monde académique
En janvier 2018, le psychiatre Jean-Michel Oughourlian passe plusieurs jours en immersion au sein des UPAI. Son expérience aboutit à l'écriture de l'ouvrage Le travail qui guérit l'individu, l'entreprise, la société.

## Relations publiques

### Sport
En juin 2023, le skipper choletais Baptiste Hulin et son équipier Pierrick Letouze courent la régate Les Sables - Horta - Les Sables pour l'écurie BE Racing avec le voilier Class40 auquel ils offrent le nom de Fondation AMIPI - Bernard Vendre.

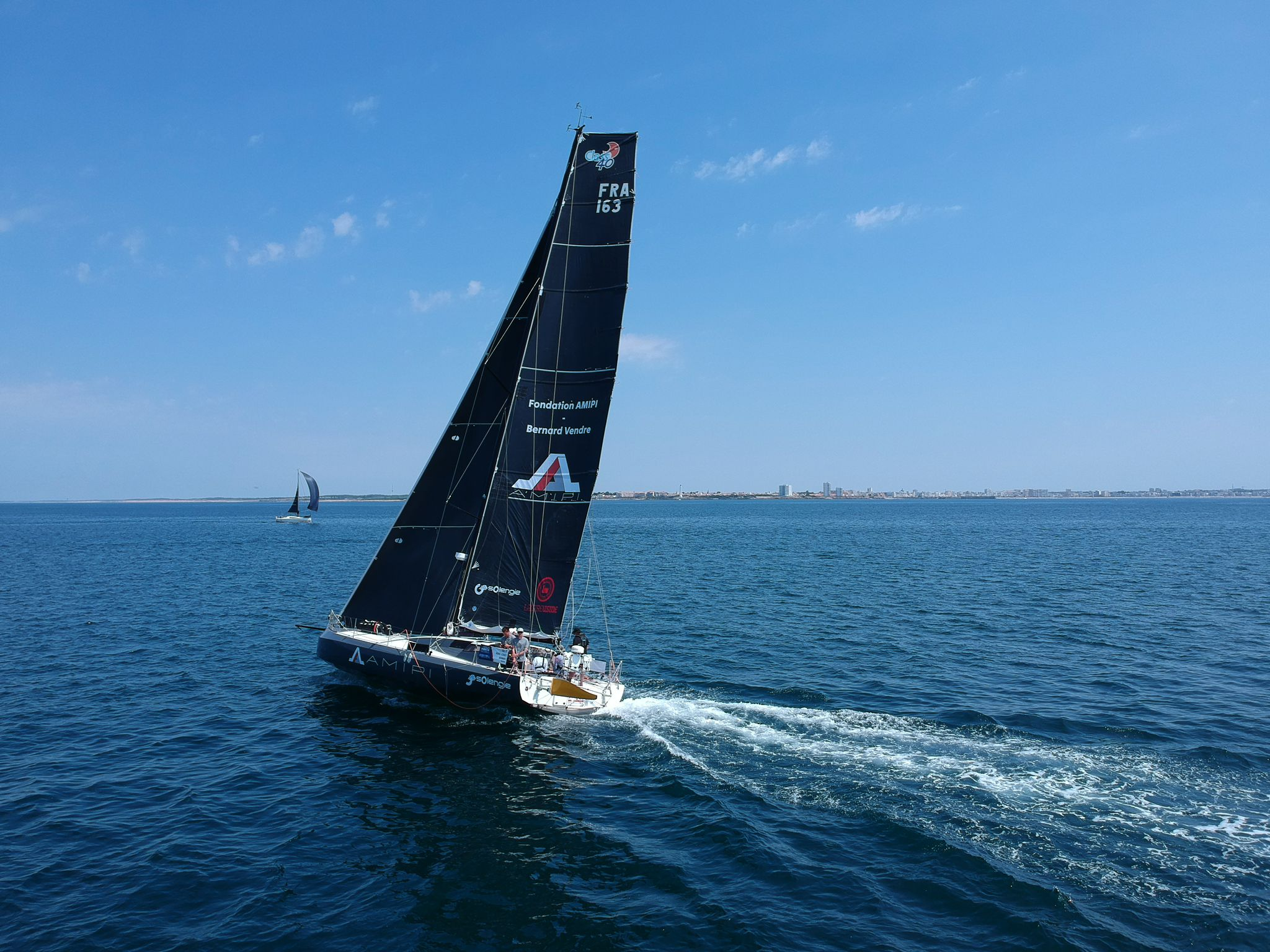
Voilier Class40 Fondation AMIPI du skipper Baptiste Hulin, écurie BE Racing, lors de ses derniers préparatifs avant Les Sables - Horta - Les Sables 2023